# طفيل داخلي
طفيل داخلي  (بالإنجليزية: Endoparasite)‏ هو طفيل يسكن داخل الكائن المضيف ويتغذى على سوائله الداخلية ويتغذى على يرقاته وغالباً ينتهي الأمر بقتل الكائن. يرقات الذبابة النمسية هي طفيليات داخلية. جميع ملتويات الأجنحة هي طفيليات داخلية. تشمل الطفيليات الداخلية الأوليات وحيدة الخلية، الديدان الطفيلية و مفصليات الأرجل.